# Dorohusk
Dorohusk (dawniej także Drohiczyn chełmski) – wieś w Polsce położona w Obniżeniu Dubieńskim, w województwie lubelskim, w powiecie chełmskim, w gminie Dorohusk. Przez miejscowość przebiega droga wojewódzka nr 816.
Wieś leży przy granicy z Ukrainą przebiegającej na rzece Bug. W sąsiedztwie wsi znajduje się drogowe i kolejowe przejście graniczne Dorohusk-Jagodzin.
Wieś jest siedzibą rzymskokatolickiej parafii św. Jana Nepomucena.

## Administracja
Miejscowość jest siedzibą władz gminy Dorohusk, jednak Urząd Gminy znajduje się w miejscowości Dorohusk-Osada. Wieś jest sołectwem w gminie Dorohusk. Według Narodowego Spisu Powszechnego z roku 2011 wieś liczyła 493 mieszkańców i była czwartą co do liczby ludności miejscowością gminy.
| SIMC    | Nazwa      | Rodzaj    |
| ------- | ---------- | --------- |
| 0102479 | Budzynie   | część wsi |
| 0102485 | Nowa Wieś  | część wsi |
| 0102491 | Stara Wieś | część wsi |

## Historia
Kronika halicka pod 1250 rokiem wspomina o przybyciu posła mongolskiego do Daniela i Wasylka Romanowiczów, przebywających w Dorohowsku. Do końca XV wieku właścicielami tutejszych dóbr była rodzina Wołczków, następnie objęli ją Orzechowscy. Około roku 1550 w Dorohusku urodził się Paweł Orzechowski – wojski krasnostawski, podczaszy i podkomorzy chełmski, starosta suraski, patron braci polskich. W latach 1867–1954 miejscowość była siedzibą gminy Turka. 23 lipca 1944 roku przez most pontonowy przeprawiły się przez Bug jednostki 1 Armii Wojska Polskiego. W miejscowości działało Państwowe gospodarstwo rolne Dorohusk. 
W latach 1954–1972 wieś należała i była siedzibą władz gromady Dorohusk. W latach 1975–1998 miejscowość administracyjnie należała do województwa chełmskiego.

## Zabytki architektury
W pobliskiej miejscowości Dorohusk-Osada znajdują się m.in. pałac barokowy z XVIII w., wzniesiony przez dziedzica Dorohuska Michała Maurycego Suchodolskiego oraz Kościół pw. Matki Boskiej i św. Jana Nepomucena z 1821.

## Szlaki turystyczne
Nadbużański szlak rowerowy

## Odznaczenia
- Order Krzyża Grunwaldu III klasy (1983)[14]

## Sport
W Dorohusku działa klub piłkarski (założony w 1968) „GKS Granica Dorohusk”. W sezonie 2023/2024 klub występuje w klasie okręgowej w grupie Chełm.